# Forstera (plant)
Forstera is een geslacht van kleine vaste planten uit de familie Stylidiaceae. Het geslacht telt zeven soorten waarvan zes endemisch zijn in Nieuw-Zeeland. Forstera bellidifolia is endemisch op Tasmanië.

## Soorten
- Forstera bellidifolia Hook.
- Forstera bidwillii Hook.f.
- Forstera cristis Glenny & Courtney
- Forstera mackayii Allan
- Forstera purpurata Glenny
- Forstera sedifolia G.Forst.
- Forstera tenella Hook.f.